# あばれブン屋
『あばれブン屋』（あばれブンや）は、猿渡哲也による日本の漫画。

## 概要
1991年から1992年に『ビジネスジャンプ増刊』にて連載された『痛快あばれブン屋』のリブート作品。『ビジネスジャンプ』（集英社）にて1996年18号から2001年10号に連載された。単行本は全13巻。
また、1998年にオリジナルビデオで実写化された。
新聞社を舞台にしたバイオレンス・アクションもので、最初は単行本1巻でに収まる程度のエピソードで連作していたが、巻が進むごとに数巻にもおよぶ長編になっていき、内容も徐々に生々しくかつえぐいものになっていった。人体破壊などのグロテスクな描写も多い。

## 登場人物

### 主要人物
早乙女文矢
本編の主人公でアカツキ新聞社の新聞記者。物語開始時は、社内の”死体置き場”とも呼ばれる閑職の資料部に所属していたが、後に社会部に復帰する。
正義感が非常に強く、義理人情にも篤いが喧嘩っ早い。そのためマスコミの行き過ぎた報道などに激怒することもある。どんな大きな権力にも決して屈せず、ジャーナリストとしての信念を持って行動するが、暴力行為などで問題も多く上司とよく衝突している。身体的特徴として眉間にコブがあり、嘘を聞くとこのコブが痒くなると本人は語っている。また筋骨隆々の大柄な体躯を誇り、高校、大学と柔道をしていたが本人は喧嘩の方が得意だったと言っている。
最終回の最後で、何者かが報復のために雇ったスナイパーに頭を撃ち抜かれて殺されてしまう。
北原ひかる
アカツキ新聞社社会部の女性記者で文矢の後輩。多くの場合、文矢と共に行動して取材にあたっている。態度には出さないが、文矢に好意を持っている模様。最終回の最後で文矢がスナイパーによって射殺された際も側にいた。
『痛快あばれブン屋』では「小泉ひかる」。
馬ノ介
アカツキ新聞社社会部のデスク。文矢の直接の上司。かつては全共闘世代の闘士で、ジャーナリズムの信念を文矢に教えたと言うが、今では見る影もなく自社新聞の部数を上げることだけに躍起になっている。問題が絶えない文矢と上司の黒沢部長に挟まれて振り回される、中間管理職のコメディーリリーフといった役割の人物。
『痛快あばれブン屋』では「上田馬ノ介」といった名前だったが、本編では姓は明かされていない。
黒沢
アカツキ新聞社編集局の部長。アカツキ新聞の政治部出身で社会部とはライバル意識を持っているが、中でも文矢とは過去に確執があり強く敵視している。文矢を閑職に追いやった張本人。政財界に多く人材を輩出しているT大OBで、各方面にも人脈を持つ。文矢や馬ノ介には「クロハゲ」と呼ばれている。
川尻
所轄の刑事で通称「カワさん」。初登場時は、かつて文矢の書いた記事で同僚が何人も飛ばされたせいで、文矢に対し敵愾心を持っていたが、信念ある行動を目の当りにしたことで文矢を認めるようになる。その後は事件発生にあたって共に行動するようになり、警察サイドの文矢の相棒といった間柄になる。
早乙女さくら
文矢の母親。和服に身を包んだ小柄な女性で、礼儀作法にはうるさく文矢を厳しく躾けている。和風の豪邸に文矢と二人で暮らしている。

## オリジナルビデオ
製作：日活（1998年8月28日公開）

### キャスト
- 早乙女文矢：東幹久
- 松宮：竹内力
- 北原ひかる：小松千春
- 田中傑幸
- 前田憲作
- 桜金造
- 隆大介
- 猿渡哲也（特別出演）

### スタッフ
- 監督：那須博之
- 脚本：那須真知子
- 原作：猿渡哲也
- 音楽：福田昌弘、池田正裕
- 撮影：栗山修司
- 編集・VTR編集：船田裕明
- 録音：土屋和之
- 美術：山澤克明
- 照明：居山義雄
- 助監督：永田智春
- 助手：阿知波孝、小芦隆生
- 協力：株式会社ジャスト
- 配給：日活